# Gasteracantha thomasinsulae
Gasteracantha thomasinsulae är en spindelart som beskrevs av Archer 1951. Gasteracantha thomasinsulae ingår i släktet Gasteracantha och familjen hjulspindlar.
Artens utbredningsområde är São Tomé. Inga underarter finns listade i Catalogue of Life.